# Cesare Salvadori
Cesare Salvadori (ur. 22 września 1941 w Turynie, zm. 8 sierpnia 2021 tamże) – włoski szablista, trzykrotny medalista igrzysk olimpijskich i mistrzostw świata.
Na igrzyskach olimpijskich w Tokio w 1964 roku wspólnie z Wladimiro Calarese, Giampaolo Calanchinim, Pierluigim Chiccą i Mario Ravagnanem zdobył drużynowo srebrny medal. W zawodach indywidualnych był dziewiąty. Na rozgrywanych cztery lata później igrzyskach olimpijskich w Meksyku razem z Calarese, Chiccą, Rolando Rigolim i Michele Maffeim ponownie był drugi drużynowo. Indywidualnie zajął trzynaste miejsce. Brał również udział w igrzyskach olimpijskich w Monachium w 1972 roku, gdzie reprezentacja Włoch w składzie: Michele Maffei, Rolando Rigoli, Cesare Salvadori, Mario Aldo Montano i Mario Tullio Montano zdobyła drużynowo złoty medal. W turnieju indywidualnym tym razem nie startował.
Podczas mistrzostw świata w Paryżu w 1965 wywalczył razem z Calanchinim, Calarese, Chiccą  i Paolo Narduzzim srebrny medal w zawodach drużynowych. W konkurencji tej zdobywał następnie brązowe medale na mistrzostwach świata w Wiedniu (1971) i mistrzostwach świata w Göteborgu (1973).
Był mistrzem Włoch w latach 1964, 1966, 1967 i 1970.

## Starty olimpijskie
Tokio 1964
- szabla drużynowo –  srebro

Meksyk 1968
- szabla drużynowo –  srebro

Monachium 1972
- szabla drużynowo –  złoto